# Трусколяси (Свентокшиське воєводство)
Трусколяси (пол. Truskolasy) — село в Польщі, у гміні Садове Опатовського повіту Свентокшиського воєводства.
Населення — 109 осіб (2011).
У 1975-1998 роках село належало до Тарнобжезького воєводства.

## Демографія
Демографічна структура на день 31 березня 2011 року:
|          | Загалом | Допрацездатний вік | Працездатний вік | Постпрацездатний вік |
| -------- | ------- | ------------------ | ---------------- | -------------------- |
| Чоловіки | 56      | 6                  | 37               | 13                   |
| Жінки    | 53      | 8                  | 24               | 21                   |
| Разом    | 109     | 14                 | 61               | 34                   |